# Бенедиктинская церковь в Филлингене
Бенедиктинская церковь в Филлингене (нем. Benediktinerkirche Villingen) — католическая церковь, ранее относившаяся к бенедиктинскому монастырю, располагавшемуся в центре района Филлинген баден-вюртембергского «двойного» города Филлинген-Швеннинген; здание, построенное в 1688 году по проекту архитектора Михаэля Тумба, было освящено в честь Святого Георгия; является памятником архитектуры.

## История и описание
В 1685 году Георг III Гайссер заказал монаху Килиану Штауфферу проект нового монастыря: в 1686 году начались масштабные строительные работы, которые предусматривали возведение комплекса монастырских зданий и церковь. Архитектор Михаэль Тумб, который в июне 1687 года стал гостем в монастыре, создал проект новой церкви: 5 мая 1688 года был заложен её фундамент. 
Военный действия затруднили достройку храма — строительство было прервано до 1719 года. В итоге церковь была освящена 24 октября 1725 года. Первоначальная колокольня была расширена в 1755—1756 годах: колокола были поставлены в 1767 году, в то время как орган был построен уже в 1752 году. В период секуляризации, после упразднения монастыря, церковь в основном использовалась как склад. 
С 1902 года в церкви вновь стали проводить богослужения, а в 1958 году она получила пять новых колоколов. Новый орган был построен уже в XXI веке, в 2002 году, мастером Гастоном Керном из коммуны Аттмат — с использованием старого проекта.